# Боротьба за Македонію

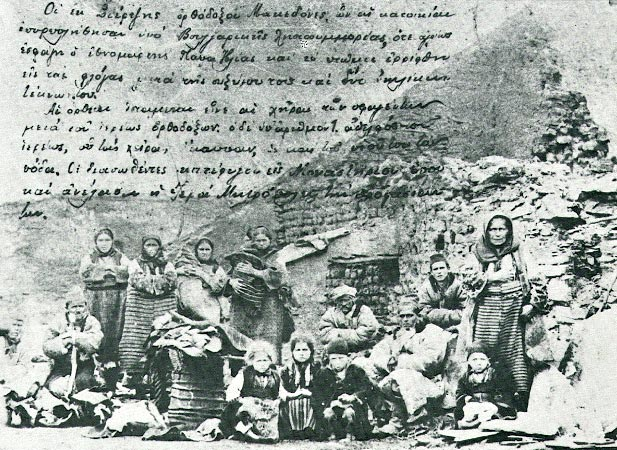
Грецькі біженці з Македонії після масових вбивств у Стренца, поблизу прикордонної Бітоли, 1903 рік

Боротьба за Македонію (у грецькій історіографії конфлікт отримав назву Македонська боротьба грец. Μακεδονικός αγώνας) — конфлікт 1904–1908 років між новими незалежними балканськими державами (Грецьке королівство, Королівство Сербія та Болгарське царство) за контроль над великою етнічно строкатою історичною балканською областю Македонія, яка все ще знаходилась під управлінням вкрай слабкої Османської імперії.
Кожна з держав мала свої інтереси у стратегічно важливій Македонії. Так серби прагнули отримати вихід до Егейського моря, османи і особливо молодотурки хотіли підтримати і розвинути ісламську державу на Балканах, болгари ж боролись за поширення православ'я, болгарської мови і культури в межах Болгарського екзархату. З огляду на національний склад регіону, явну перевагу в цій боротьбі мала саме Болгарське царство.
Однак особливо активну участь у конфлікті взяло Грецьке королівство, уряд якого перейнявся Великою ідеєю енозісу всіх грецьких територій. Програвши греко-турецьку війну 1897 року, грецьке суспільство жадало реваншу, попри те що за 5 століть османської влади значна частина македонських греків вже асимілювалася, а деякі з них навіть прийняли іслам. Все ж таки історична пам'ять зіграла дуже важливу роль у зростанні грецького патріотизму та посилення грецьких партизанських загонів в регіоні, оскільки Салоніки — столиця Македонії — колись були другим після Константинополя містом Візантійської імперії — середньовічної грецької держави. Бої між зацікавленими сторонами носили вкрай запеклий характер, приймаючи іноді форми геноциду. Так, у селі Загоричани, округ Касторія, 25 березня 1905 грецька армія стратила 79 болгар. Насильство в регіоні припинилося лише після активного османського втручання, але відновилося знову після 1910 року, коли почалися Перша та Друга Балканські війни, що завершилися розділом Македонії між трьома державами: Грецією, Болгарією і сучасною Північною Македонією. Ряд місцевих народів (аромуни, мегленорумуни) своїх територіальних утворень створити не змогли.

## Причини
Поразка Греції у греко-турецькій війні 1897 торкнулась усієї нації і стала втратою для усіх греків. Націоналістична організація «Етнікі етерія», яка вважається відповідальною за розв'язання війни, була розпущена під тиском прем'єр-міністра Георгіоса Феотокіса. Проте молоді офіцери, які заснували організацію, не втратити контакту. Вони продовжували радитися з приводу ситуації в Македонії, де болгари змогли здійснити низку послідовних значних заходів за підтримки Болгарського Екзархату, як наприклад, масове відкриття болгарських шкіл.
З 1899 року ВМРО повстала проти османської влади під гаслом «автономії Македонії». Повстанці, що мали на меті стояти на захисті усіх християн в регіоні, спочатку жодним чином не турбували Грецію. Проте поступово зростаюча напруженість виникла між послідовниками Константинопольського патріархату (серед яких були не тільки греки) та болгарського екзархату. Це призвело до винищення членами ВМРО членів прогрецько та просербсько налаштованих.
Стрімке загострення ситуації в Македонії стурбувало громадськість як у Королівстві Греція та Королівстві Сербія, так і в Європі в цілому. У квітні 1903 року група під назвою Геміджії (грецькою мовою βαρκάρηδες) за підтримки ВМРО підірвали французький корабель Гвадалквівір і Османський банк у Салоніках. У серпні 1903 року ВМРО вдалося організувати Ілінденське повстання в Македонії і Адріанопольському вілайєті. Після недовгого існування Республіки Крушево повстання було придушене османами, що супроводжувалось руйнуванням багатьох сіл і спустошенням цілих районів у Західній Македонії і навколо Киркларелі, що поблизу Адріанополя. В Афінах націоналістичні організації підняли демонстрації проти Болгарського царства, проте офіційна Греція не встигло оговтатись від поразки 1897, а тому вагалося, як чинити.

## Ранній період

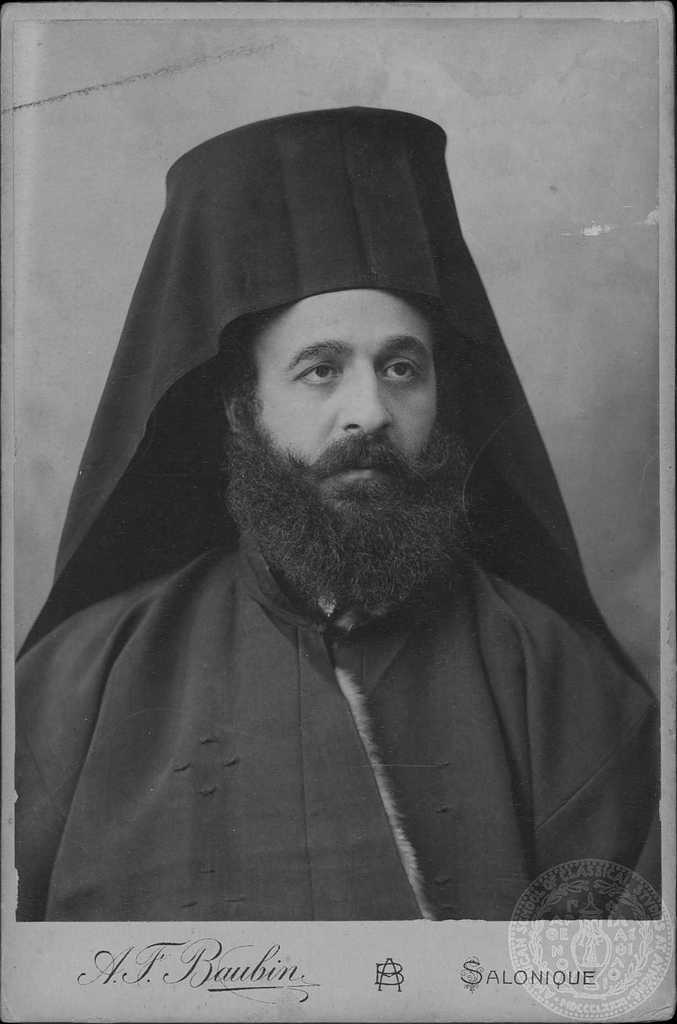
Германос Каравангеліс

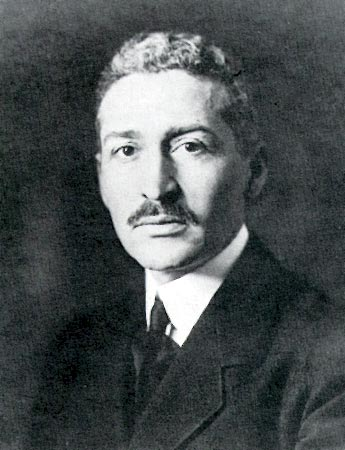
Іон Драгуміс

З 1900 року болгарські звірства все частіше торкались і грецьких македонців. Єпископ Касторії, Германос Каравангеліс направив до Македонії від грецького посольства Ніколаоса Маврокордатоса, а також консула Греції у Монастірі Іона Драгуміса. Зрозумівши, що нарешті настав час діяти більш ефективно, вони почали готуватися до протистояння.
Так, Драгуміс дбав здебільшого про питання фінансової організації спротиву, тим часом єпископ Германос надихав грецький народ на боротьбу проти ВМРО і сформував комітети зі сприяння грецьким національним інтересам. Скориставшись внутрішніми політичними та міжосібними суперечками у ВМРО, Каравангелісу спочатку вдалося завербувати деяких колишніх членів ВМРО та сформувати партизанські загони, які пізніше були посилені греками. Зрештою повстанські загони в основному складались із колишніх офіцерів грецької армії, добровольців з острова Криту, півострова Мані, а також македонських греків, серед яких були Вангеліс Стребреніотіс з села Аспоргія та Христос Коттас із села Рулія, колишні прихильники ВМРО. Борці за грецьку ідею назвали себе Македономахами від грец. Μακεδονομάχοι, що перекладається як Македонські борці. Сили ж ВМРО у деяких випадках підкріплювались Османськими владою та збройними силами, оскільки інтереси османів багато в чому збігалися із цілями ВМРО.

## Участь офіційної Греції

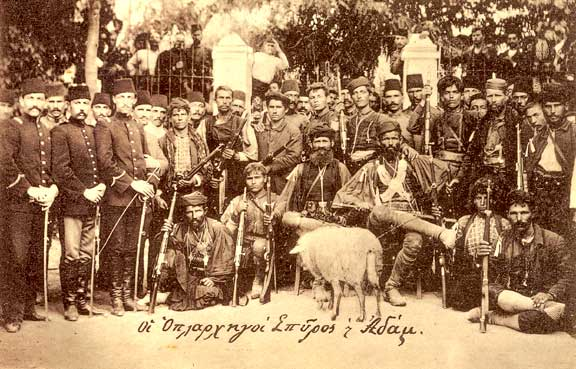
Грецькі повстанці і османські офіцери після перемоги молодотурків і припинення військових дій

Взяти участь у боротьбі офіційну Грецьку державу спонукало не тільки стрімке болгарське проникнення у Македонію, а також інтереси Сербії, які зосереджувались в основному на Скоп'є та прикордонній із Грецією Бітолі. Заворушення у Македонії, звірства болгарських партизанських загонів, що чинились над місцевими жителями, які ідентифікували себе греками, і особливо смерть Павлоса Меласа у 1904 році (він був першим грецьким офіцером, що ввійшов у Македонію із партизанами) — все це здійняло потужну хвилю націоналістичних настроїв у Греції. Зрештою це призвело до рішення направити додаткові загони у допомогу партизанам, аби зірвати плани Болгарського царства на об'єднання усіх слов'яномовних мешканців області Македонія під своїми гаслами.
Грецькому консульство у Салоніках стало центром Македонської боротьби, центром координації дій партизанських загонів, розподілу військової техніки та надання медичної допомоги. Запеклі конфлікти між греками і болгарами почалися в області Касторії, на озері Янниця та інших районах Грецької Македонії. Обидві сторони чинили жорстокі акції. Найбільш кровопролитною була різанина у селі Загоричани, населеному здебільшого болгарами, вночі 25 березня 1905 року, коли 79 селян були страчені грецькими повстанцями. були страчені грецької andartes в нічний час.
При цьому і болгари, і греки мали протистояти османській армії. Македонський конфлікт завершився лише після того, як у Османській імперії 1908 року відбулась революція на чолі із молодотурками, які обіцяли терпимість стосовно всіх етнічних груп і релігій та надання усіх громадянських прав, що мали забезпечуватись новою Конституцією. Загалом чотирирічна Боротьба за Македонію ствердила позиції Греції в регіоні. Райони області Македонія, які були зайняті грецькими партизанами впродовж Боротьби за Македонію таки були включені до складу Грецької держави після Балканських воєн 1912—1913 років.